# Lycaugesia rufipuncta
Lycaugesia rufipuncta là một loài bướm đêm trong họ Noctuidae.